# Hieronymus Froben

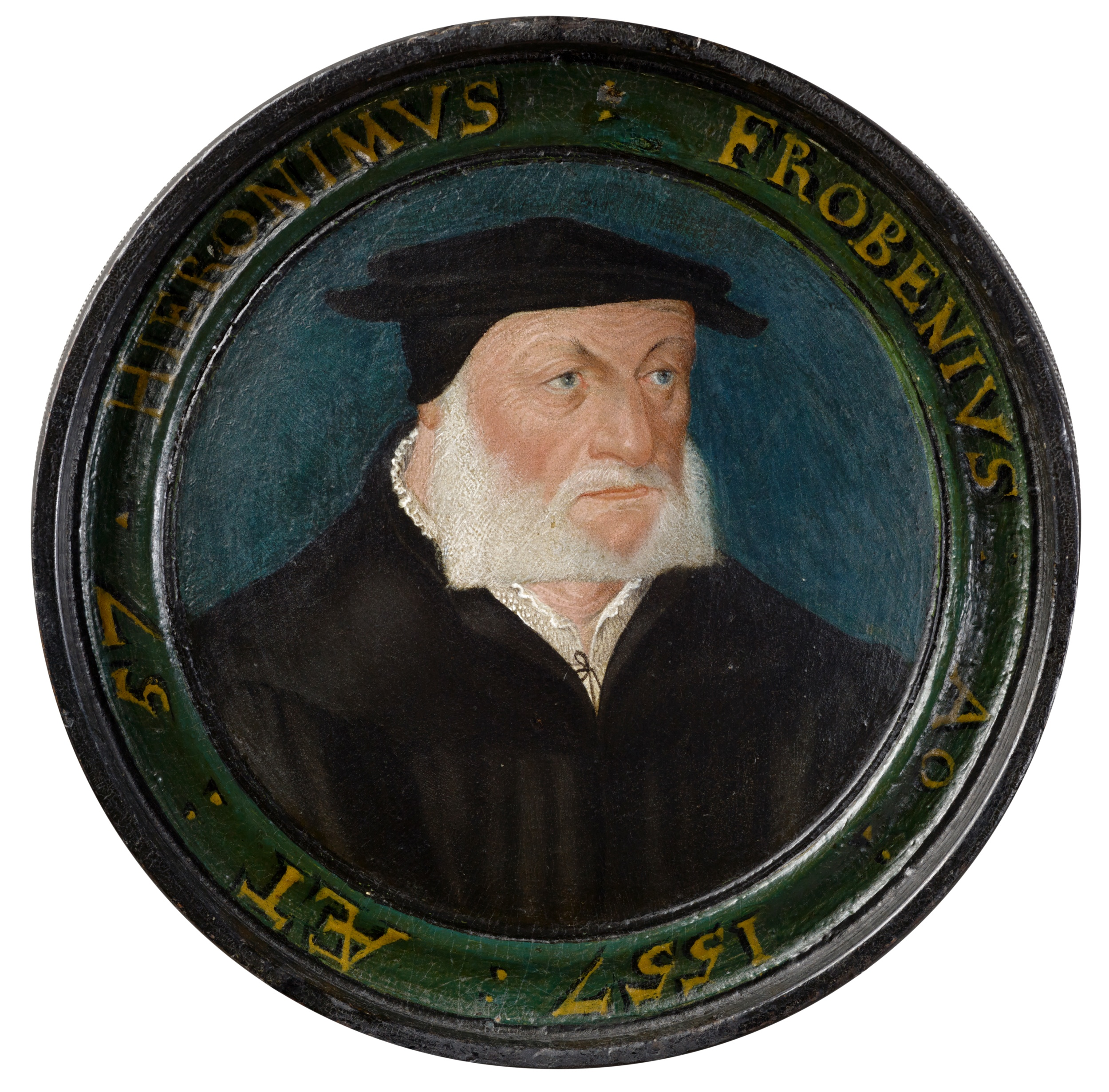
Hieronymus Froben, 1557 oder 1558 (Kunstmuseum Basel)

Hieronymus Froben (* 6. August 1501 in Basel; † 13. März 1563 ebenda; auch Hieronymus Frobenius, Jeronimus Frobenius) war ein Schweizer Buchdrucker und Verleger.

## Leben

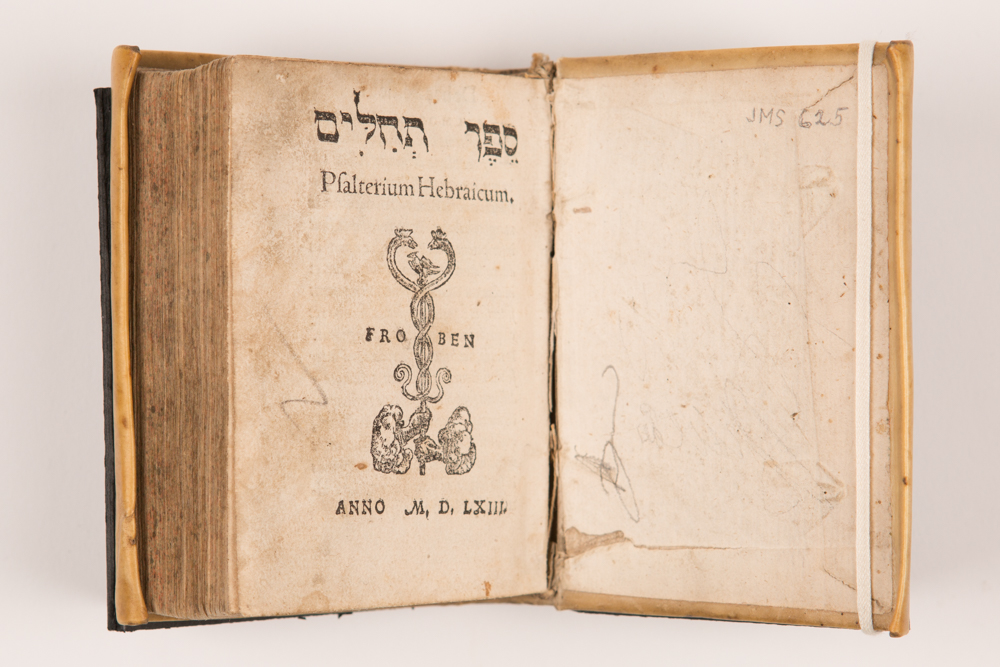
Nicolaus Episcopus, Psalterium Hebraicum gedruckt bei Hieronymus Froben, Basel 1563, in der Sammlung des Jüdischen Museums der Schweiz.

Hieronymus Froben war das älteste Kind des Buchdruckers Johann Froben, welcher die schweizerische Verleger- und Beamtenfamilie Frobenius begründet hat. Kurz vor seiner Geburt war Basel der schweizerischen Eidgenossenschaft beigetreten, deshalb berichtet seine Grabinschrift, er sei "inter initia foederis Helvetiae" (zu Anfang des eidgenössischen Bundes) zur Welt gekommen, ja es hiess von ihm, er sei "der erst Eidgenoss, so zum heylig thauff ist dragen worden, wie die statt Basel in bundt mit der Eydtgnossschafft ist komen anno 1501". Schon früh trat Hieronymus in die väterliche Offizin ein. 1515 immatrikulierte er sich an der Basler Universität, gegen Ende 1518 hielt er sich gleichzeitig wie Erasmus in Löwen auf. Im Jahre 1520 wurde er Magister artium und konnte, anders als sein Vater, als ein gelehrter Mann gelten. 1521 trat er in die Safranzunft ein. 1525 heiratete er Anna Lachner, Tochter des Buchhändlers und Verlegers Wolfgang Lachner. Im Sommer 1526 reiste er in Oberitalien und erwarb dort Chrysostomus-Handschriften, welche Erasmus für seine lateinische Gesamtausgabe dieses Kirchenvaters benutzen wollte.
Nach dem Tod des Vaters 1527 führte Hieronymus Froben die Offizin gemeinsam mit seinem Stiefvater Johannes Herwagen dem Älteren weiter. Als seine Schwester Justina 1529 oder 1530 den Drucker Nicolaus Episcopius (eigentlich Niklaus Bischoff, bekannt ist er aber unter dem latinisierten Namen) geheiratet hatte, trat auch dieser in die Firma ein. Nachdem Herwagen 1531 ausgeschieden war, führten Froben und sein Schwager Episcopius das Geschäft zusammen. In den ersten Jahren produzierten sie meist weiterhin als "Officina Frobeniana", später mehrheitlich unter ihren beiden Namen. Während die Druckerei im Haus zum Sessel, wo schon Johann Froben gearbeitet hatte, offenbar von Episcopius geleitet wurde, betrieb Hieronymus Froben im 1531 gekauften Haus zum Lufft an der Bäumleingasse eine zweite Offizin. Als seine erste Frau gestorben war, heiratete er um 1544 Barbara Brand, Tochter des Bürgermeisters Theodor Brand und Schwester des Rechtsprofessors und Ratsherrn Bernhard Brand. Im November desselben Jahres wurde er in die vornehme Schlüsselzunft aufgenommen. Die Söhne Ambrosius und Aurelius Froben traten in seinen Betrieb ein.
Nach Hieronymus Frobens Tod 1563 erbten das Haus zum Lufft seine Söhne Ambrosius und Aurelius, während der "Sessel" in den Besitz der Familie Episcopius überging. Die Witwe Barbara heiratete den Drucker Heinrich Petri.

## Schaffen

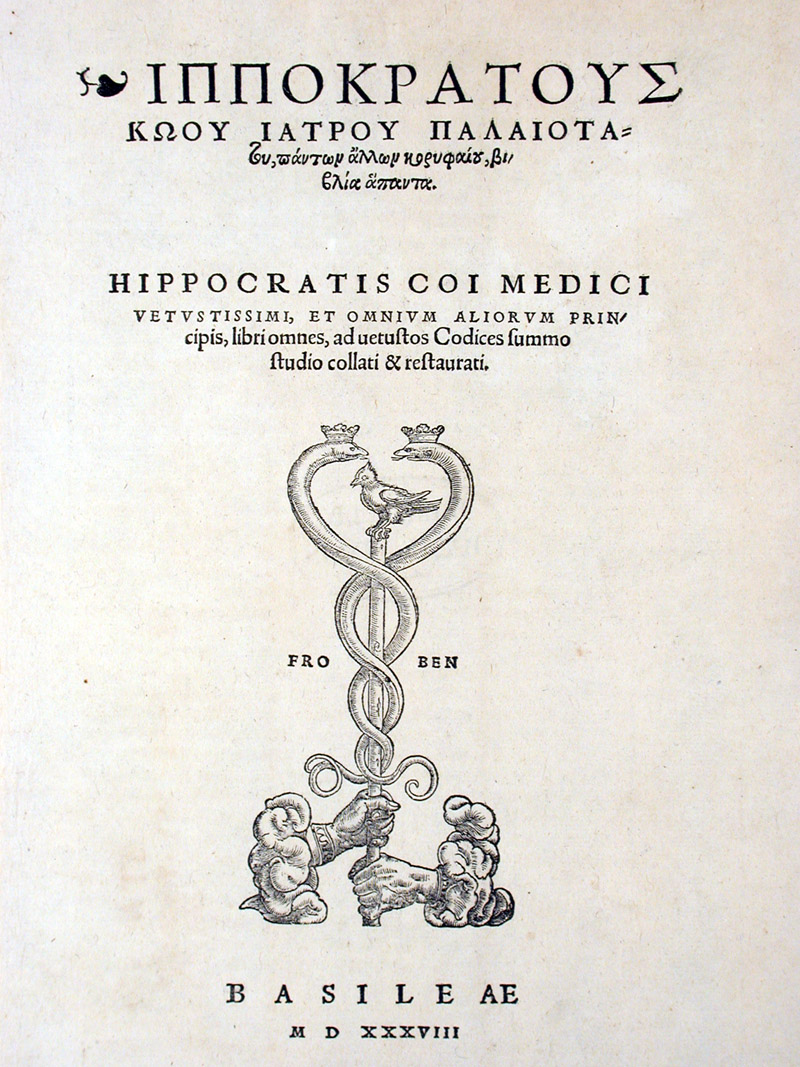
Hippocrates : Libri omnes. Hieronymus Froben und Nicolaus Episcopius, Basel 1538

Hieronymus Froben war wie sein Vater freundschaftlich verbunden mit Erasmus von Rotterdam, der ihn auch als gebildeten Mann schätzte. Erasmus starb 1536 bei einem Aufenthalt in Basel in Hieronymus’ Haus zum Lufft. Dieser und sein Partner Nicolaus Episcopius waren seine Testamentsvollstrecker und sorgten dafür, dass die Werke des Erasmus weiter greifbar blieben, nicht zuletzt durch eine grosse Gesamtausgabe. Weiter verlegten sie zahlreiche Kirchenväter und andere griechische und lateinische Autoren, so 1530 Plinius des Älteren naturwissenschaftliche Enzyklopädie Naturalis historia in zwei Bänden, in Anknüpfung an den Erfolg der Plinius-Ausgabe des Erasmus von Rotterdam, die fünf Jahre zuvor der Vater Froben gedruckt hatte. 1535 verlegte Froben gemeinsam mit Herwagen und Episcopius eine weitere Plinius-Ausgabe, besorgt von dem aus Prag stammenden Philologen Sigismund Gelenius. Zu den wichtigsten Autoren der Offizin zählte der sächsische Gelehrte Georg Agricola: Von ihm erschien unter anderem 1530 Bermannus sive de re metallica (2. Auflage 1546), 1546 De ortu et causis subterraneorum (2. Auflage 1558), vor allem aber 1556 De re metallica (2. Auflage 1561, deutsch Vom Bergkwerck 1557 und italienisch Opera de l’arte de metalli 1563).
Wie sein Vater beschäftigte Hieronymus Froben Hans Holbein den Jüngeren für die künstlerische Ausgestaltung seiner Bücher. So erscheint in der Adagia-Ausgabe des Erasmus vom März 1533 zum ersten Mal Holbeins Rundportrait des Gelehrten als Holzschnitt – aus Hieronymus Frobens Besitz stammt auch das sehr ähnliche kleine Erasmus-Porträt Holbeins, das jetzt im Kunstmuseum Basel hängt – und später, um 1538, sein "Erasmus im Gehäuse".